# Седжвик, Кира
Кира Минтерн Седжвик (англ. Kyra Minturn Sedgwick; род. 19 августа 1965, Нью-Йорк) — американская актриса, продюсер и режиссёр. Наиболее известна по своей роли Бренды Ли Джонсон в телесериале «Ищейка» (2005—2012), которая принесла ей премии «Золотой глобус» в 2007 году и «Эмми» в 2010 году.

## Биография
Седжвик родилась в семье учительницы и венчурного капиталиста. По отцовской линии актриса является родственницей известного судьи Теодора Седжвика, основателя Groton School Эндикотта Пибоди и Уильяма Эллери, подписавшего Декларацию независимости США. Также является кузиной покойной Эди Седжвик, сестрой актёра Роберта Седжвика и сводной сестрой джазового гитариста Майка Стерна. Её родители развелись, когда ей было шесть лет, и через какое-то время её мать вышла замуж за Бена Хеллера, арт-директора.
В возрасте шестнадцати лет Седжвик дебютировала на телевидении в дневной мыльной опере «Другой мир». После ухода из шоу она появилась в нескольких других сериалах, а также начала играть роли второго плана в кинофильмах. В 1989 году она сыграла главную женскую роль в фильме Оливера Стоуна «Рождённый четвёртого июля», после успеха которого снялась в картине «Мистер и миссис Бридж» с Полом Ньюманом.
Большую часть девяностых Седжвик, в основном, исполняла роли второго плана в крупных, а также независимых фильмах. Она номинировалась на премию «Золотой глобус» за роль в телефильме «Мисс Роуз Уайт» (1992), а также за комедийную роль второго плана в кинофильме «Повод для разговоров» (1995). Во второй половине девяностых она сыграла в нескольких бродвейских постановках, а также продолжала сниматься в независимых фильмах, наиболее значимый из которых «Пещерный человек» (2004), принесший ей номинацию на премию «Независимый дух» за лучшую женскую роль.
Особую известность Кире Седжвик принесла главная роль в сериале «Ищейка», где она сыграла жёсткого следователя Бренду Ли Джонсон. За воплощение своего персонажа она заслужила похвалу критиков, а сериал в свою очередь стал одной из самых популярных драм на кабельном телевидении. В 2007 году Седжвик удостоилась «Золотого глобуса», а в 2010 году получила долгожданную «Эмми» за лучшую женскую роль в драматическом сериале после четырёх последовательных номинаций. В 2009 году актриса была удостоена собственной звезды на Голливудской «Аллее славы» за вклад в телевидение.
4 сентября 1988 года актриса вышла замуж за актёра Кевина Бейкона, у них двое детей, Трэвис Седжвик Бэйкон (род. 23 июня 1989) и Сози Рут Бейкон (род. 15 марта 1992).

## Фильмография

### Кино
| Год  | Название на русском               | Оригинальное название                                 | Роль                      | Примечания             |
| ---- | --------------------------------- | ----------------------------------------------------- | ------------------------- | ---------------------- |
| 1985 | —                                 | War and Love                                          | Халина                    |                        |
| 1986 | Тайпан                            | Tai-Pan                                               | Тесс Брок                 |                        |
| 1988 | Лимонное небо                     | Lemon Sky                                             | Кэрол                     |                        |
| 1988 | Канзас                            | Kansas                                                | бездомная проститутка     |                        |
| 1989 | Рождённый четвёртого июля         | Born on the Fourth of July                            | Донна                     |                        |
| 1990 | Мистер и миссис Бридж             | Mr. and Mrs. Bridge                                   | Рут Бридж                 |                        |
| 1991 | Пираты                            | Pyrates                                               | Сэм                       |                        |
| 1992 | Одиночки                          | Singles                                               | Линда Пауэлл              |                        |
| 1993 | Сердце и души                     | Heart and Souls                                       | Джулия                    |                        |
| 1995 | Убийство первой степени           | Murder In The First                                   | Бланш                     |                        |
| 1995 | Собачья жизнь                     | The Low Life                                          | Биван                     |                        |
| 1995 | Повод для разговоров              | Something to Talk About                               | Эмма Рэй Кинг             |                        |
| 1996 | Феномен                           | Phenomenon                                            | Лейс Пеннамин             |                        |
| 1997 | Интенсивная терапия               | Critical Care                                         | Фелиша Поттер             |                        |
| 1998 | Монтана                           | Montana                                               | Клэр Келски               |                        |
| 2000 | Что готовим                       | What’s Cooking?                                       | Рейчел Силиг              |                        |
| 2000 | Родовые муки                      | Labor Pains                                           | Сара Реймонд              |                        |
| 2002 | Персональное ускорение            | Personal Velocity: Three Portraits                    | Делия Шант                |                        |
| 2002 | Всего лишь поцелуй                | Just a Kiss                                           | Хэлли                     |                        |
| 2003 | За красной дверью                 | Behind the Red Door                                   | Натали                    |                        |
| 2003 | Подержанные львы                  | Secondhand Lions                                      | Мэй                       |                        |
| 2003 | Бэтмен: Тайна Бэтвумен            | Batman: Mystery of the Batwoman                       | Бэтвумен                  | мультфильм; озвучка    |
| 2004 | Дровосек                          | The Woodsman                                          | Вики                      |                        |
| 2004 | Пещерный человек                  | Cavedweller                                           | Делия Бирд                |                        |
| 2005 | Любимчик                          | Loverboy                                              | Эмили                     |                        |
| 2007 | План игры                         | The Game Plan                                         | Стелла Пек                |                        |
| 2008 | Лига Справедливости: Новый барьер | Justice League: The New Frontier                      | Лоис Лейн                 | мультфильм; озвучка    |
| 2009 | Геймер                            | Gamer                                                 | Джина Паркер Смит         |                        |
| 2012 | На грани                          | Man on a Ledge                                        | Сьюзи Моралес             |                        |
| 2012 | Шкатулка проклятия                | The Possession                                        | Стефани                   |                        |
| 2013 | Убей своих любимых                | Kill Your Darlings                                    | Мэриан Карр               | не указана в титрах    |
| 2013 | —                                 | Chlorine                                              | Джорджи                   |                        |
| 2014 | Тронутые                          | The Road Within                                       | доктор Роуз               |                        |
| 2014 | Унижение                          | The Humbling                                          | Луиз Треннер              |                        |
| 2014 | Перерыв на бездумье               | Time Out of Mind                                      | Карен / ненастоящая Шейла |                        |
| 2014 | Достань меня, если сможешь        | Reach Me                                              | Колетт                    |                        |
| 2015 | Полицейская тачка                 | Cop Car                                               | диспетчер                 | озвучка                |
| 2015 | Большие небеса                    | Big Sky                                               | Ди                        |                        |
| 2016 | Почти семнадцать                  | The Edge of Seventeen                                 | Мона Франклин             |                        |
| 2017 | Подчинение                        | Submission                                            | Шерри Свенсон             |                        |
| 2018 | —                                 | Duck: A Film by Kevin Bacon                           | Кира                      | короткометражный фильм |
| 2019 | После тьмы                        | After Darkness                                        | Джорджина Бити            |                        |
| 2019 | Злодеи                            | Villains                                              | Глория                    |                        |
| 2019 | —                                 | The Investigation: A Search for the Truth in Ten Acts | Сара Сандерс              | сразу на видео         |
| 2019 | Любовь на троих                   | Endings, Beginnings                                   | Ингрид                    |                        |

### Телевидение
| Год       | Название на русском                     | Оригинальное название                     | Роль               | Примечания                                             |
| --------- | --------------------------------------- | ----------------------------------------- | ------------------ | ------------------------------------------------------ |
| 1982—1983 | Другой мир                              | Another World                             | Джулия Ширер       | телесериал; 8 эпизодов                                 |
| 1985      | ABC Специально после школы              | ABC Afterschool Special                   | Синди Эллер        | эпизод: Cindy Eller: A Modern Fairy Tale               |
| 1985      | Полиция Майами                          | Miami Vice                                | Сара Макфейл       | эпизод: Phil the Shill                                 |
| 1986      | Удивительные истории                    | Amazing Stories                           | Дора Джонсон       | эпизод: Thanksgiving                                   |
| 1987      | Американский театр                      | American Playhouse                        | Хейзел Уоллес      | эпизод: The Wide Net                                   |
| 1987      | Человек, который разорвал тысячу цепей  | The Man Who Broke 1,000 Chains            | Лиллиан Сейло      | телефильм                                              |
| 1991      | Женщины и мужчины 2: В любви нет правил | Women & Men 2: In Love There Are No Rules | Арлин Мегеффин     | телефильм                                              |
| 1992      | Мисс Роуз Уайт                          | Miss Rose White                           | Роуз Уайт          | телефильм                                              |
| 1993      | Театр воспоминаний                      | Family Pictures                           | Нина Эберлин       | мини-сериал; основная роль                             |
| 1996      | Теряя Чейз                              | Losing Chase                              | Элизабет Коул      | телефильм                                              |
| 1998      | Двенадцатая ночь, или что вам угодно    | Twelfth Night, or What You Will           | графиня Оливия     | телефильм                                              |
| 2000      | —                                       | Talk to Me                                | Джейни Манро       | телесериал; основная роль                              |
| 2001      | —                                       | Hudson’s Law                              | н/д                | телефильм                                              |
| 2002      | Элли Макбил                             | Ally McBeal                               | Хелена Грин        | эпизод: All of Me                                      |
| 2002      | Дверь в дверь                           | Door to Door                              | Шелли Сумки Брейди | телефильм                                              |
| 2002      | —                                       | Stanley                                   | парковый рейнджер  | мультсериал; эпизод: Woodpecker Woes/P.U. Pup; озвучка |
| 2003      | —                                       | Queens Supreme                            | Куинн Коулман      | телесериал; 6 эпизодов                                 |
| 2004      | Творение Господне                       | Something the Lord Made                   | Мэри Блейлок       | телефильм                                              |
| 2005—2012 | Ищейка                                  | The Closer                                | Бренда Ли Джонсон  | телесериал; основная роль                              |
| 2010      | Улица Сезам                             | Sesame Street                             | Карла в камуфляже  | эпизод: The Camouflage Challenge                       |
| 2014—2020 | Бруклин 9-9                             | Brooklyn Nine-Nine                        | Мэделин Вунч       | телесериал; роль второго плана                         |
| 2017      | Ночное шоу с Джимми Фэллоном            | The Tonight Show Starring Jimmy Fallon    | Мэри Трейверс      | эпизод: Kevin Bacon/Jenna Dewan Tatum/Nate Bargatze    |
| 2017      | Десять дней в долине                    | Ten Days in the Valley                    | Джейн Сэдлер       | телесериал; основная роль                              |
| 2019      | Корпорация                              | Corporate                                 | миссис Ковбой      | эпизод: The Expense Report                             |
| 2021      | Позвоните маме                          | Call Your Mother                          | Джин Рейнс         | телесериал; основная роль                              |

## Награды и номинации
| Награда                        | Год  | Категория                                         | Название работы      | Результат |
| ------------------------------ | ---- | ------------------------------------------------- | -------------------- | --------- |
| Золотой глобус                 | 1993 | Лучшая женская роль в мини-сериале или телефильме | Мисс Роуз Уайт       | Номинация |
| Золотой глобус                 | 1996 | Лучшая женская роль второго плана в кинофильме    | Повод для разговоров | Номинация |
| Золотой глобус                 | 2006 | Лучшая женская роль в драматическом телесериале   | Ищейка               | Номинация |
| Золотой глобус                 | 2007 | Лучшая женская роль в драматическом телесериале   | Ищейка               | Победа    |
| Золотой глобус                 | 2008 | Лучшая женская роль в драматическом телесериале   | Ищейка               | Номинация |
| Золотой глобус                 | 2009 | Лучшая женская роль в драматическом телесериале   | Ищейка               | Номинация |
| Золотой глобус                 | 2010 | Лучшая женская роль в драматическом телесериале   | Ищейка               | Номинация |
| Золотой глобус                 | 2011 | Лучшая женская роль в драматическом телесериале   | Ищейка               | Номинация |
| Эмми                           | 2006 | Лучшая женская роль в драматическом телесериале   | Ищейка               | Номинация |
| Эмми                           | 2007 | Лучшая женская роль в драматическом телесериале   | Ищейка               | Номинация |
| Эмми                           | 2008 | Лучшая женская роль в драматическом телесериале   | Ищейка               | Номинация |
| Эмми                           | 2009 | Лучшая женская роль в драматическом телесериале   | Ищейка               | Номинация |
| Эмми                           | 2010 | Лучшая женская роль в драматическом телесериале   | Ищейка               | Победа    |
| Независимый дух                | 2005 | Лучшая женская роль                               | Пещерный человек     | Номинация |
| Премия Гильдии киноактёров США | 2006 | Лучшая женская роль в драматическом телесериале   | Ищейка               | Номинация |
| Премия Гильдии киноактёров США | 2007 | Лучшая женская роль в драматическом телесериале   | Ищейка               | Номинация |
| Премия Гильдии киноактёров США | 2008 | Лучшая женская роль в драматическом телесериале   | Ищейка               | Номинация |
| Премия Гильдии киноактёров США | 2009 | Лучшая женская роль в драматическом телесериале   | Ищейка               | Номинация |
| Премия Гильдии киноактёров США | 2010 | Лучшая женская роль в драматическом телесериале   | Ищейка               | Номинация |
| Премия Гильдии киноактёров США | 2011 | Лучшая женская роль в драматическом телесериале   | Ищейка               | Номинация |
| Премия Гильдии киноактёров США | 2012 | Лучшая женская роль в драматическом телесериале   | Ищейка               | Номинация |
| Спутник                        | 2004 | Лучшая женская роль второго плана в кинофильме    | Дровосек             | Номинация |
| Спутник                        | 2005 | Лучшая женская роль в драматическом телесериале   | Ищейка               | Победа    |
| Спутник                        | 2006 | Лучшая женская роль в драматическом телесериале   | Ищейка               | Победа    |
| Спутник                        | 2007 | Лучшая женская роль в драматическом телесериале   | Ищейка               | Номинация |
| Спутник                        | 2008 | Лучшая женская роль в драматическом телесериале   | Ищейка               | Номинация |
| Сатурн                         | 1994 | Лучшая киноактриса второго плана                  | Сердце и души        | Номинация |
| Сатурн                         | 2007 | Лучшая телеактриса                                | Ищейка               | Номинация |
| Сатурн                         | 2008 | Лучшая телеактриса                                | Ищейка               | Номинация |
| Сатурн                         | 2009 | Лучшая телеактриса                                | Ищейка               | Номинация |
| Сатурн                         | 2010 | Лучшая телеактриса                                | Ищейка               | Номинация |
| Сатурн                         | 2011 | Лучшая телеактриса                                | Ищейка               | Номинация |
| Сатурн                         | 2012 | Лучшая телеактриса                                | Ищейка               | Номинация |